# Pezizomycetes
Pezizomycetes O. E. Erikss. & Winka è una classe di funghi ascomiceti appartenente alla sottodivisione Pezizomycotina.

## Descrizione
I Pezizomycetes sono funghi apoteci, cioè i cui corpi che producono/rilasciano le spore (ascoma) sono tipicamente a forma di disco e recano sulla loro superficie superiore uno strato di cellule cilindriche produttrici di spore chiamate asci, dalle quali le spore sono poi liberate.